# لژیون آتش: مورچه‌های قاتل!
لژیون آتش: مورچه‌های قاتل! (به انگلیسی: Legion of Fire: Killer Ants!) فیلمی تلویزیونی محصول سال ۱۹۹۸ و به کارگردانی جیم چارلستون و جرج مانسه است. در این فیلم بازیگرانی همچون اریک لوتس، جولیا کمبل، میچ پیلگی، پاتریک فوگیت، کوین رام ایفای نقش کرده‌اند.